# Caso Montesi
Il caso Montesi fu un fatto di cronaca nera avvenuto in Italia il 9 aprile 1953, inerente alla morte per annegamento della ventunenne Wilma Montesi (Roma, 3 febbraio 1932 - Roma, 9 aprile 1953). Il caso ebbe grande rilievo mediatico a causa del coinvolgimento di numerosi personaggi di spicco nelle indagini successive al presunto delitto. È considerato da molti un caso irrisolto nell'identificazione degli eventi che portarono al decesso della giovane.

## Storia

### Il ritrovamento

Spiaggia di Torvaianica, luogo del ritrovamento del cadavere di Wilma Montesi.

L'11 aprile 1953, sulla spiaggia di Torvaianica, in provincia di Roma, venne rinvenuto il corpo senza vita della ventunenne romana Wilma Montesi, scomparsa due giorni prima.
Montesi era una ragazza di origini modeste, figlia di un falegname e nata nel 1932 a Roma, dove risiedeva in via Tagliamento, 76. Al momento della sparizione era fidanzata e in procinto di sposarsi con un agente di polizia, al momento in servizio a Potenza. Era considerata molto bella, con qualche aspirazione a entrare nel mondo del cinema (aveva anche preso parte ad alcuni film come comparsa o in piccoli ruoli), ed era da tutti descritta come riservata e signorile, impegnata a mettere a punto il corredo in vista delle imminenti nozze, programmate per il Natale successivo.
Il corpo, rinvenuto da un manovale, Fortunato Bettini, che stava facendo colazione presso la spiaggia, appariva riverso prono sulla battigia, immerso in acqua solo dalla parte della testa. La giovane donna era parzialmente vestita e gli abiti erano completamente bagnati; non aveva più indosso le scarpe, la gonna, le calze e il reggicalze, ed era sparita anche la borsa.

### Le prime testimonianze
Alla notizia del ritrovamento i giornali dedicarono ampi articoli, anche se gli inquirenti avevano interdetto alla stampa l'accesso alla camera mortuaria dove era conservato il corpo. Tuttavia, con uno stratagemma, il cronista giudiziario de Il Messaggero, Fabrizio Menghini, riuscì a introdurvisi e a vedere il corpo. La descrizione che ne fece il giorno dopo, sulle colonne del quotidiano romano, permise al padre della ragazza, Rodolfo Montesi, di presentarsi per il riconoscimento del cadavere.
Dalla ricostruzione degli ultimi movimenti emerse che la ragazza, contrariamente alle proprie abitudini, non era rientrata a casa per cena la sera del 9 aprile. La madre, insieme all'altra figlia, Wanda, aveva trascorso il pomeriggio al cinema assistendo alla proiezione del film La carrozza d'oro e affermò che Wilma aveva declinato l'invito a unirsi a loro, perché non le piacevano i film con Anna Magnani, aggiungendo che forse sarebbe uscita per una passeggiata. Al rientro, le due donne constatarono che Wilma era assente, ma – stranamente – aveva lasciato in casa i documenti e alcuni gioielli di modesto valore, dono del fidanzato, che abitualmente indossava quando usciva. La portiera dello stabile in cui vivevano i Montesi affermò di averla vista uscire intorno alle 17:30 e di non averla più vista in seguito.
Alcuni testimoni affermarono di averla vista sul treno che da Roma portava a Ostia verso le 18:00: tra Ostia e Torvaianica vi sono una ventina di chilometri. Il titolare di un chiosco di cartoline situato nei pressi della spiaggia di Ostia sostenne di aver conversato con una giovane apparentemente somigliante alla Montesi, che aveva acquistato una cartolina illustrata e accennato all'intenzione di spedirla al fidanzato a Potenza.

### L'ipotesi scartata del suicidio e la chiusura del caso
Il corpo venne portato presso l'Istituto di Medicina Legale di Roma, dove venne eseguita l'autopsia: i medici affermarono che la probabile causa della morte sarebbe stata una «sincope dovuta a un pediluvio», concludendo che, con molta probabilità, la sfortunata ragazza aveva approfittato della gita al mare per mangiare un gelato (i cui resti furono rinvenuti nello stomaco) e fare un pediluvio in acqua di mare per alleviare una fastidiosa irritazione ai talloni di cui – a detta dei familiari – soffriva da qualche tempo. Per fare ciò, la Montesi si sarebbe sfilata scarpe e calze e, molto probabilmente, anche gonna e reggicalze, per poi immergersi in acqua, venendo tuttavia colta da un malore che il medico legale ricollegò al fatto che la ragazza si trovasse nei giorni del ciclo mestruale. Una volta scivolata in acqua priva di sensi, la Montesi sarebbe annegata.
La distanza tra Ostia (il presumibile ultimo avvistamento della ragazza) e il punto del ritrovamento venne giustificata sostenendo che lo spostamento del corpo fosse causato da correnti marine. Dall'autopsia emerse che la ragazza era ancora vergine e non aveva subito violenza sessuale, come evidenziato dal fatto che il volto era ancora perfettamente truccato e lo smalto sulle unghie delle mani intatto, ma in seguito un altro medico, il professor Pellegrini, affermò che la presenza di sabbia nelle parti intime della ragazza poteva essere spiegata solo come conseguenza di un tentativo di violenza. Non vennero rinvenute tracce di stupefacenti o di alcool nel suo corpo.
L'ipotesi dell'incidente fu considerata attendibile dalla polizia, che chiuse il caso, nonostante alcune stranezze.

## Ipotesi alternative

### Piero Piccioni
Nonostante la chiusura del caso, la stampa si mostrò scettica. Il Roma, quotidiano monarchico napoletano, il 4 maggio cominciò ad avanzare l'ipotesi di un complotto per coprire i veri assassini, che sarebbero stati alcuni potenti personaggi della politica: l'ipotesi presentata nell'articolo Perché la polizia tace sulla morte di Wilma Montesi?, a firma Riccardo Giannini, ebbe largo seguito. A capo di questa campagna mediatica, vi erano prestigiose testate nazionali, quali il Corriere della Sera e Paese Sera, e piccole testate scandalistiche, quali Attualità, ma grande protagonista, in senso mediatico, fu il cronista de Il Messaggero Fabrizio Menghini, che aveva seguito il caso sin dall'inizio. La notizia, comunque, si diffuse su quasi tutte le testate locali e nazionali.
Il 24 maggio 1953 un articolo di Marco Cesarini Sforza, pubblicato sulla rivista comunista Vie nuove, creò molto scalpore: uno dei personaggi apparsi nelle indagini e presumibilmente legati alla politica, sinora definito «il biondino», venne identificato nella persona di Piero Piccioni. Piccioni era un noto musicista jazz (conosciuto col nome d'arte Piero Morgan), fidanzato di Alida Valli e figlio di Attilio Piccioni, Vicepresidente del Consiglio, ministro degli esteri e fra i massimi esponenti della Democrazia Cristiana. Il nome di «biondino» era stato attribuito al giovane da Paese Sera, in un articolo del 5 maggio, in cui si raccontava di come avesse portato in questura gli indumenti mancanti alla ragazza assassinata. L'identificazione con Piero Piccioni era un fatto noto a tutti i giornalisti, ma nessuno ne aveva mai svelata l'identità al grande pubblico. Su Il merlo giallo, testata di destra, era addirittura apparsa già ai primi di maggio una vignetta satirica in cui un reggicalze, tenuto nel becco da un piccione viaggiatore, veniva portato in questura, un chiaro riferimento all'uomo politico e al delitto.
La notizia suscitò un certo clamore, perché venne pubblicata poco prima delle elezioni politiche del 1953, ma l'estate successiva, segnata dalla caduta del governo De Gasperi e dalle polemiche per la cosiddetta «legge truffa», trascorse comunque senza che la vicenda riaffiorasse nelle cronache. Piero Piccioni querelò per diffamazione il giornalista e il direttore del periodico Vie nuove, Fidia Gambetti. Sforza venne sottoposto a un duro interrogatorio. Lo stesso PCI, movimento di riferimento del giornale e unico beneficiario «politico» dello scandalo, disconobbe l'operato del giornalista, accusato di sensazionalismo e minacciato di licenziamento. Nemmeno sotto interrogatorio Cesarini Sforza citò mai direttamente il nome della fonte da cui ufficialmente veniva la notizia, limitandosi ad affermare che provenisse da «ambienti dei fedeli di De Gasperi».
Anche il padre del giornalista, un influente docente di filosofia all'Università La Sapienza, suggerì al figlio di ritrattare, consiglio vivamente sostenuto anche dal celebre avvocato Francesco Carnelutti, che aveva preso le parti dell'accusa per conto di Piccioni. L'avvocato di Marco Cesarini Sforza, Giuseppe Sotgiu (già presidente dell'Amministrazione provinciale di Roma ed esponente del PCI) si accordò col collega, e il 31 maggio Cesarini Sforza ritrattò le sue affermazioni. Come ammenda, versò 50.000 lire in beneficenza alla "Casa di amicizia fraterna per i liberati dal carcere" e in cambio Piccioni lasciò cadere l'accusa. Nonostante nell'immediato lo scandalo per la DC apparisse così escluso, ormai il nome di Piccioni era stato citato ed in seguito sarebbe ritornato alla ribalta.

### Adriana Bisaccia e l'ipotesi dei «capocottari»
Il 6 ottobre 1953, sul periodico scandalistico Attualità, il giornalista e direttore della testata, Silvano Muto, pubblicò un articolo, La verità sul caso Montesi. Muto aveva condotto un'indagine giornalistica nel «bel mondo» romano, basandosi sul racconto di un'attrice ventitreenne che sbarcava il lunario facendo la dattilografa, tale Adriana Concetta Bisaccia. La ragazza aveva raccontato al giornalista di aver partecipato con Wilma a un'orgia, che si sarebbe tenuta a Capocotta, presso Castel Porziano e non distante dal luogo del ritrovamento. In quell'occasione avevano avuto modo di incontrare alcuni personaggi famosi, principalmente nomi noti della nobiltà della capitale e figli di politici della Repubblica italiana. Stando al racconto della Bisaccia, la Montesi avrebbe assunto un quantitativo letale di droga – a detta della Bisaccia, «sigarette drogate» – e alcool, e avrebbe avuto un grave malore. Il corpo esanime sarebbe stato trasportato da alcuni partecipanti all'orgia sulla spiaggia, dove fu abbandonato. Tra i nomi citati nell'articolo, vi erano quelli di Piero Piccioni e del marchese Ugo Montagna, proprietario della tenuta di Capocotta. I partecipanti all'orgia, definiti dalla stampa «capocottari», rappresentavano l'alta società romana, ed era facile vedere dietro l'operato delle forze dell'ordine un disegno volto a proteggere questi personaggi.
Silvano Muto fu convocato dal procuratore della Repubblica, Angelo Sigurani, il quale volle sapere ciò che Muto aveva sostenuto. Ma poiché il direttore di Attualità non fornì adeguate e convincenti spiegazioni, venne imputato per aver diffuso «notizie false e tendenziose atte a turbare l'ordine pubblico». Il caso della morte di Wilma Montesi finì archiviato, mentre Silvano Muto fu costretto a tornare in tribunale per essere giudicato. Querelato anche da Montagna, Muto in principio ritrattò parzialmente le proprie tesi, affermando che erano prodotti dell'immaginazione, salvo poi rinnegare la ritrattazione. Anche la Bisaccia, impaurita e forse minacciata, smentì le sue dichiarazioni e il testo di Muto.

### La deposizione di Moneta Caglio
Dopo il racconto della Bisaccia, una seconda ragazza rilasciò un'altra deposizione compromettente. La donna, Maria Augusta Moneta Caglio Bessier d'Istria, detta «Marianna», «Annamaria» o «il cigno nero», soprannome inventato da Camilla Cederna (per via del lungo collo, portava appunto dei tipici anelli di ottone, e dell'abito nero alla moda esistenzialista che indossava quando venne ritratta la prima volta), era figlia di un notaio di Milano, intelligente e dotata di buona dialettica, e come la Bisaccia stava cercando di arrivare al mondo del cinema. Proprio a Roma era diventata amante di Montagna, marchese di San Bartolomeo, e personaggio attorno a cui ruotava il mondo dei vip romani. Già la ragazza aveva incontrato il procuratore Sigurani due volte e in entrambe le occasioni aveva reso una deposizione sulla vicenda, sempre ignorata. La Caglio, che aveva avuto con Montagna un'affettuosa amicizia e che proprio in quel periodo si stava guastando, affermava che la Montesi fosse diventata la nuova amante di Montagna e di essere a conoscenza della verità dei fatti: narrò di avere sentito una telefonata tra Montagna e Piero Piccioni, con quest'ultimo che chiedeva all'amico di accompagnarlo da Tommaso Pavone, capo della polizia, perché gli stavano addossando la responsabilità della morte della ragazza.
Tornata dal padre a Milano, si rivolse allo zio, parroco di Lomazzo, per chiedere istruzioni su come agire. Il sacerdote indirizzò la ragazza da un sacerdote gesuita, padre Alessandro Dall'Oglio, al quale la Caglio consegnò un memoriale in cui confermava la responsabilità di Piccioni e Montagna secondo quanto scritto dai giornali. Tramite l'opera di Dall'Oglio, il documento arrivò ad Amintore Fanfani, allora ministro dell'interno, e contribuì a far sospendere il processo per il giornalista Silvano Muto in quanto ormai la teoria non era più la bizzarra invenzione di un giornalista provocatore. Una copia del memoriale venne inviata dalla Caglio anche al Papa. Il memoriale fu presentato anche a Giulio Andreotti, che in un articolo intitolato La congiura contro Piccioni? Falsità così lo rammenta: «Quando un padre gesuita venne al Viminale a farmi leggere l'esposto di una sua penitente (o qualcosa di simile) [...] lessi le prime due righe e gli dissi che non solo non lo trasmettevo a De Gasperi, ma lo classificavo tra quelle perdite di tempo che a Roma diciamo che servono a Natale a fare ora per la messa di mezzanotte». Tuttavia una parte della Democrazia Cristiana tendeva a screditare la testimonianza sulla base di presunti legami tra la Caglio e una corrente interna alla DC stessa ed avversa a Piccioni.
In seguito alla diffusione del memoriale, la Caglio venne interrogata segretamente da Umberto Pompei, colonnello dei carabinieri, che ebbe con lei due incontri. Dal memoriale emergeva anche il nome del Capo della Polizia Tommaso Pavone, a cui Montagna e Piccioni si sarebbero rivolti in cerca di protezione. Il 2 febbraio 1954 l'Avanti! pubblicò una nota secondo cui il nome di Piero Piccioni, in una mossa a sfondo politico, sarebbe stato fatto da Giorgio Tupini, all'epoca sottosegretario alla Presidenza del Consiglio per i servizi di stampa e informazione e figlio di Umberto Tupini, ministro nel successivo governo Fanfani, che si apprestava a richiedere la fiducia in Parlamento. Dopo la bocciatura da parte della Camera dei deputati, Piccioni padre, che in quel governo Fanfani era ministro degli esteri, fu confermato in tale carica dal nuovo Presidente del Consiglio Mario Scelba.
Nel frattempo Pompei aveva indagato sui personaggi coinvolti: il 10 marzo riferì in un rapporto, che Montagna era stato un agente dell'OVRA e un informatore dei nazisti, attività che avevano portato al suo arricchimento. La notizia, seppur poco pertinente con il caso, suscitò grande scalpore e contribuì alla fama di Silvano Muto. Lo stesso giorno, durante un'udienza in aula sull'argomento, i parlamentari comunisti protestarono urlando «Pavone, Pavone» a fronte delle richieste di fiducia nelle istituzioni avanzate da Scelba. Il giorno successivo, Pavone si dimise dalla carica e il governo affidò al ministro Raffaele De Caro un'indagine sull'operato della polizia nella vicenda.
Pietro Nenni, il 14 marzo 1954, dalle colonne dell'Avanti! ribatté alla teoria innocentista che vedeva gli esponenti della DC come vittime di un complotto, sottolineando come da tempo una parte della stampa, la Chiesa e alcuni organi privati stessero mobilitandosi contro la sinistra parlamentare allo scopo di screditarla e indebolirla.
Palmiro Togliatti, su l'Unità, spiegava che «l'ondata degli scandali ha traboccato. [...] Corruzione e omertà sono parte integrante del regime instaurato dai clericali e dai loro alleati. La lotta contro omertà e corruzione è parte integrante della lotta contro questo regime. Questo è necessario far penetrare nella mente di tutti coloro che sono pieni di sdegno per i delitti e le complicità che oggi si scoprono». Nel 2009 Pietro Ingrao, che all'epoca del delitto dirigeva l'Unità, confidò a Stefano Cappellini che la spinta ad occuparsene venne da Fanfani e dai fanfaniani. Paese Sera il 17 marzo 1954 pubblicò uno scoop sensazionale: una foto del Presidente del Consiglio Mario Scelba ritratto insieme a Montagna alle nozze del figlio di un deputato democristiano e la tesi della «pastetta» politica prese sempre più piede.
Il Giornale d'Italia annunciò in un articolo l'emissione di un mandato di cattura nei confronti di Ugo Montagna, il quale, letta la notizia, si recò spontaneamente in carcere. Agli ufficiali carcerari, tuttavia, non risultava alcun ordine di carcerazione e Montagna venne congedato.

## Nuove indagini
Fanfani affidò un'inchiesta al colonnello dei carabinieri Umberto Pompei, comandante della legione del Lazio. Il rapporto che stilò era pieno di sottintesi colpevolisti: c'era scritto che Montagna ospitava nella sua villa donne di dubbia moralità per «soddisfare i piaceri e i vizi di tante personalità del mondo politico», e che non si poteva escludere che il marchese avesse favorito convegni con uso di droga e invitati di alto rango alla Capocotta, né che uno di quei convegni fosse finito malamente. Il magistrato della sezione istruttoria della Corte d'appello di Roma, Raffaele Sepe, cominciò le indagini processuali, esumando la salma della Montesi e ordinando perizie e interrogatori. Molte delle accuse a personaggi secondari e solo vagamente correlati alla vicenda caddero, ma da questa fase parve emergere un disegno preciso che avrebbe legato Piccioni, Montagna e i vertici delle forze dell'ordine romane.
Il 26 marzo 1954 il caso Montesi fu ufficialmente riaperto dalla Corte d'appello di Roma. Il 19 settembre lo scandalo era tale che Attilio Piccioni si dimise da ministro degli esteri e da tutte le cariche ufficiali. Due giorni dopo, Piero Piccioni e Ugo Montagna furono arrestati, rispettivamente con l'accusa di omicidio colposo e di uso di stupefacenti il primo, e di favoreggiamento il secondo e inviati al carcere di Regina Coeli (Piero Piccioni otterrà la libertà provvisoria dopo tre mesi di carcere preventivo). Con loro venne arrestato il questore di Roma, Saverio Polito, imputato di favoreggiamento (secondo l'accusa aveva cercato d'insabbiare la verità per compiacere il prefetto Pavone, il ministro e il figlio del ministro), e furono imputati altri nove personaggi coinvolti nei fatti, tra cui il principe Maurizio d'Assia.

### La pista dello «zio Giuseppe»
Nonostante tutto però, i genitori di Wilma Montesi erano certi dell'innocenza di Piero Piccioni. E il 30 settembre su Il Messaggero il giornalista Fabrizio Menghini (che aveva seguito il caso con continuità) avanzò la velata ipotesi che vi potessero anche essere indizi in un'altra direzione, ovvero indizi che avrebbero potuto accusare il giovane zio della vittima, Giuseppe Montesi. Il giovane sarebbe stato molto attaccato alla ragazza, se non addirittura invaghito di lei, tanto da averla in più occasioni invitata a rompere il fidanzamento anche in considerazione del fatto che, secondo numerosi testimoni, tra Wilma e il giovane il rapporto non fosse dei migliori. A peggiorare la sua posizione, quantomeno agli occhi della stampa scandalistica, Giuseppe Montesi era considerato, per l'epoca, un libertino, uno che si vantava delle proprie numerose avventure galanti, che intratteneva rapporti con personaggi di dubbia reputazione e possedendo un'auto avrebbe potuto trasportare Wilma, viva o morta, sul luogo del ritrovamento. L'ipotesi fu avanzata con tono sarcastico, ma fu presa seriamente dall'opinione pubblica per via delle parole del leader socialdemocratico Giuseppe Saragat, che su La Giustizia affermò che il caso era vicino a una svolta drammatica e alla rivelazione del colpevole.
Anche il comportamento evasivo di Giuseppe Montesi contribuì a rendere credibile una tesi basata su mere illazioni: inizialmente, infatti, non volle dire dove si trovava la notte dell'omicidio. In seguito, nell'interrogatorio coi giudici, ammise che stava trascorrendo la serata con la sorella della sua fidanzata, dalla quale in seguito ebbe anche due figli.

### Lo scandalo Sotgiu
Il 16 novembre 1954 un ulteriore scoop scosse il caso: due giornalisti di Momento Sera, impegnati in un'inchiesta sulla morte di Maria Teresa Montorzi detta «Pupa» (una ragazza morta per abuso di droga in una situazione apparentemente simile allo scenario «capocottaro» ipotizzato per il caso Montesi) scoprirono una casa d'appuntamenti a Roma, in via Corridoni 15. Durante un appostamento notarono Giuseppe Sotgiu, uomo politico di spicco del PCI e avvocato difensore di Silvano Muto, nonché presidente dell'amministrazione provinciale di Roma. Sotgiu venne fotografato mentre entrava nel bordello in compagnia della moglie ed emerse che questa vi si recava per avere rapporti sessuali con alcuni giovani, tra i quali un minorenne, consenziente il marito. Il fatto intaccò pesantemente la credibilità dei principali accusatori.

## Il processo e l'ultima inchiesta

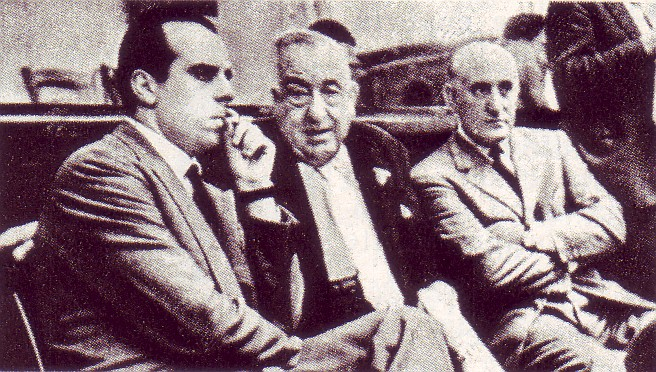
Piccioni, Polito e Montagna durante il Processo Wilma Montesi.

Il 20 giugno 1955 Piccioni, Montagna e Polito furono rinviati a giudizio da Sepe presso la Corte d'assise, iscritti tra gli imputati per un processo penale sulla vicenda. Il 21 gennaio 1957 a Venezia si aprì il dibattimento. Montagna negò di aver conosciuto la Montesi, e Polito, ormai in pensione, confermò la tesi ufficiale dell'incidente in mare.
Alida Valli depose in favore di Piccioni, confermando che i giorni precedenti il decesso della Montesi, Piero Piccioni era con lei a Ravello. Il musicista lasciò quella località lo stesso 9 aprile, rientrando nella sua casa di Roma poco dopo le 14:00 e poche ore dopo si trovava nello studio di un noto clinico per una visita alla gola, ove lamentava un forte dolore. Dietro suggerimento del medico si era messo a letto e ci era rimasto anche il giorno successivo, come potevano testimoniare l'infermiere, che gli fece l'iniezione quella sera stessa, un medico che lo visitò il giorno dopo e gli amici che si recarono in visita a casa sua. L'alibi comunque era già noto agli inquirenti nella fase istruttoria. Alle 0:40 del 28 maggio il tribunale riconobbe gli imputati innocenti e li assolse con formula piena, su richiesta del procuratore Cesare Palminteri.
Il processo a Muto (difeso anch'egli da Sotgiu) e alla Bisaccia per le accuse di calunnia si concluse con una condanna a due anni per il giornalista e a dieci mesi per la Bisaccia, con pena sospesa, per quest'ultima, grazie alla condizionale. Anche la Moneta Caglio fu sottoposta a processo, e venne condannata a 2 anni nel 1966, in Cassazione.
La verità sulla vicenda è rimasta ignota, anche se appare improbabile che la giovane vittima si fosse recata a un appuntamento del tipo ipotizzato con indumenti intimi rammendati e strappati.
Nel 2015 il giornalista e criminologo Pasquale Ragone riporta in auge il caso recuperando e pubblicando la documentazione che si credeva andata ormai perduta sul caso Wilma Montesi, dalle primissime indagini a Ostia fino alle indagini post archiviazione. Secondo Ragone la morte della ragazza fu dovuta ad eventi ascrivibili completamente alle sue vicende private, citando un filone d'indagine fino a quel momento non preso in considerazione partendo proprio dalle riflessioni di Montanelli sulla questione indumenti. Ad oggi è l'ultima ricostruzione con documenti al seguito sul caso Wilma Montesi.

## Impatto mediatico
Il caso ebbe grande risonanza sulla stampa nazionale attirata dalle complesse relazioni tra delitti, politica e vip. I principali quotidiani, Corriere della Sera e Paese Sera, divennero punti di riferimento per innocentisti o colpevolisti. Il primo vedeva nella vicenda un tentativo di screditare la DC, anche se manteneva una posizione moderata e possibilista mentre il secondo nel giro di un anno passò da sostenitore della tesi ufficiale ad acceso paladino della tesi del «festino».
Un indice della rilevanza di questo caso è data da un articolo a firma Carlo Laurenzi, del 4 febbraio, pubblicato sul Corriere della Sera: Laurenzi notò che sulla vicenda, in poco meno di un anno, erano state scritte e proposte a case di produzione almeno 52 sceneggiature per il cinema. A gara per annunciare le notizie più sensazionali, anche se poi si rivelarono prive di fondamento, la stampa nazionale scrisse di tutto, qualunque informazione che avesse una qualche relazione con i protagonisti del caso, veniva annunciata con fragore. Così, oltre alla scarsamente significativa fotografia del Presidente del Consiglio Scelba, ritratto insieme a Montagna alle nozze del figlio di un deputato democristiano, si parlò del figlio del deputato DC Giuseppe Spataro, del medico personale di papa Pio XII, Riccardo Galeazzi Lisi, e si annunciò persino, avanzando il sospetto di oscure connivenze, che il parrucchiere di Annamaria Moneta Caglio abitava nello stesso palazzo in cui abitava il fratello di Piero Piccioni.
Il coinvolgimento di Piccioni spostò il piano dello scontro, più o meno volutamente, sul piano politico. Attilio Piccioni era il massimo esponente della DC, all'epoca impegnata in una dura lotta contro il PCI. Nei giorni stessi del delitto, era in piena attività la campagna elettorale per le elezioni politiche e l'opinione politica stava dibattendo in modo molto acceso sulla cosiddetta «legge truffa». Il deputato dell'MSI Franz Turchi, nel marzo del 1954, rivolse al neoeletto Presidente del Consiglio Mario Scelba un'interrogazione, cercando di ottenere rassicurazioni sui dubbi che la vicenda aveva sollevato nel mondo politico italiano. Scelba, sia per volontà politica sia per distrarre l'attenzione dal montare del caso, nel corso del 1954 annunciò a più riprese una serie di misure repressive verso le organizzazioni di sinistra, che però all'atto pratico si risolsero in ben poca cosa. Gian Paolo Brizio Falletti, compagno di partito di Piccioni, arrivò a invocare la censura, chiedendo provvedimenti contro il mondo della stampa, che avrebbe dato risonanza a una vicenda scandalistica e poco attendibile. Le affermazioni del deputato democristiano fecero insorgere i giornalisti e le testate della stampa libera, specie quella schierata a sinistra. La proposta cadde, salvo poi esser ripresa nel novembre 1954 da Scelba, che invocava e auspicava un severo autocontrollo dei giornalisti e sul loro influsso sulla vita civile e morale del Paese tramite cronaca e stampa scandalistica. Contro ogni previsione, la Federazione Nazionale della Stampa Italiana accolse l'invito sostenendo la proposta, seppur in modo moderato e cercando di rivendicare una certa libertà d'azione.
Le reazioni allo scandalo furono diverse:
- La Democrazia Cristiana vedeva nello scandalo un attacco politico orchestrato da avversari politici e supportato da dissidenti interni: l'operato del partito era volto alla difesa e alla distrazione dal caso, anche tramite accuse e schermaglie politiche.
- I partiti di sinistra, con il PCI in testa, consideravano il caso come un vero scandalo politico frutto delle manovre democristiane per tutelare dei colpevoli appartenenti alla DC. Il caso fu usato per mettere in discussione l'autorità del Governo, già traballante per la maggioranza risicata e per gli evidenti contrasti tra alcuni dei massimi esponenti della DC.
- La destra estrema e i monarchici invece additavano la vicenda come un caso di evidente fallimento del sistema democratico tout court.
- Il PSDI di Giuseppe Saragat e i movimenti di area socialista, legati da un'alleanza politica alla DC, denunciarono soprattutto le responsabilità dei vertici democristiani e in particolare di Amintore Fanfani, il quale veniva additato come colui che aveva dato corso alle indagini dei carabinieri sulla base del memoriale della Caglio, allo scopo di screditare indirettamente il suo rivale Attilio Piccioni, cui contendeva la leadership del partito. Dopo lo scandalo Sotgiu, il partito di Saragat si riavvicinò alla DC, associandosi all'accusa verso i dirigenti di PCI e PSI, di aver imbastito il caso come trappola politica.
- Lo scandalo Sotgiu costò peraltro molto caro anche ai partiti di sinistra, che videro colpita in modo grave la loro immagine di difensori di una presunta superiorità morale.

Nell'estate 2006, il giornalista Francesco Grignetti ha pubblicato un libro sulla vicenda, Il caso Montesi, in cui afferma di aver reperito presso gli archivi del Corpo delle guardie di pubblica sicurezza (oggi Polizia di Stato) all'EUR alcuni faldoni di documenti d'epoca, dai quali emergono le preoccupazioni del Ministero dell'Interno per lo scomodo clamore mediatico suscitato dalla vicenda.

## L'interesse del pubblico e l'affaire Montesi

### Il fattore sociale
Innanzitutto, la vittima era una bella ragazza, giovane e di modeste origini, apparentemente irreprensibile e con una vita ordinata e regolare: non era difficile per i lettori affezionarsi al personaggio. Il fatto che la vittima fosse stata rinvenuta ancora vergine (tanto che, per i funerali, la salma fu vestita col tradizionale abito da sposa bianco) escludeva tutta una serie di implicazioni che avrebbero reso la vicenda troppo scabrosa e compromettente per ricevere un tale rilievo sulla stampa nazionale. Comprensibilmente, i genitori della Montesi si prodigarono nel dipingere la figlia defunta come una ragazza seria e morigerata, unicamente concentrata sul matrimonio imminente, profondamente religiosa e legatissima ai famigliari. Tuttavia, alcune amiche e vicine di casa della ragazza, subito dopo la sua morte, rivelarono aspetti di Wilma che apparentemente contraddicevano tale immagine pudica: la passione di Wilma per cosmetici, profumi e abiti costosi, l'abitudine di fumare sigarette recentemente acquisita, il possesso di accessori di lusso come una costosa borsa di pelle di antilope ed alcuni gioielli. La domestica dei Montesi riferì che la ragazza aveva l'abitudine di ricevere telefonate a cui rispondeva solo dopo aver chiuso la porta perché nessuno potesse udirla, e riferì che Wilma e la sorella avevano frequenti scontri con la madre, che ritenevano volgare e intrattabile. Infine, la madre della giovane, pur insistendo pubblicamente sulla serietà e correttezza di Wilma, fu intercettata mentre si sfogava al telefono con un parente commentando che «Wilma si è rovinata da sola». Emerse inoltre una certa insoddisfazione da parte della stessa Wilma nei confronti del fidanzato, da lei ritenuto eccessivamente geloso. In base all'esame di un'agenda a lei appartenuta – e dalla quale risultarono essere state strappate le ultime pagine – dove la ragazza aveva l'abitudine di copiare le lettere che si scambiava con il futuro marito, alcuni inquirenti e giornalisti conclusero addirittura che il fidanzamento fosse stato rotto, dettaglio che non fece che aumentare le speculazioni su possibili pretendenti della giovane, ivi compreso lo zio Giuseppe.
Inoltre, la tesi della responsabilità dei "capocottari" contrapponeva, per gran parte dell'opinione pubblica, il mondo gaudente e corrotto della cosiddetta aristocrazia "nera", della politica romana e in genere dei ricchi e potenti della Capitale, all'ambiente sociale popolare da cui proveniva Wilma Montesi, raffigurando quest'ultima come la vittima dell'incontro tra le sue ingenue ambizioni artistiche e il cinismo amorale di chi le aveva sfruttate impunemente a fini sessuali, certo di poter contare sulla connivenza dei vertici della polizia. Pur nell'evidente diversità delle situazioni, un analogo contrasto tra l'estrazione sociale della vittima e quella dei suoi assassini contribuirà, oltre un ventennio dopo, al clamore mediatico del massacro del Circeo.
Tutti questi elementi andavano a stimolare l'interesse dei lettori comuni. Anche il fatto che le due principali accusatrici fossero giovani di bell'aspetto e legate al mondo dello spettacolo aumentava l'interesse verso la vicenda.

### La tempesta politica
In secondo luogo, sin dall'inizio, emerse il coinvolgimento di personaggi di primo piano sulla scena politica. Dapprima citati come anonimi (fattore che suscitò ancora di più l'attenzione dei giornali e l'interesse del pubblico), quando i nomi vennero resi pubblici la loro rilevanza rese la vicenda di grande centralità anche per i lettori interessati di politica.
La vicenda assunse i tratti di una guerra tra tutti i partiti di maggioranza, ma anche tra fazioni all'interno della stessa DC, che da sola riscuoteva i consensi di poco meno del 50% dell'elettorato. Di fatto, il coinvolgimento dei vertici democristiani in una questione simile era un grave danno all'immagine del partito. In particolare Attilio Piccioni vide definitivamente compromessa, a causa del coinvolgimento del figlio, la sua promettente carriera politica, dimettendosi da ministro degli esteri nel settembre 1954 (sostituito dal liberale Gaetano Martino): una circostanza da cui trasse beneficio principalmente Amintore Fanfani, che si affermò così come il successore di De Gasperi alla guida del partito di maggioranza relativa. Analogamente, talune vicende correlate al caso (lo scandalo Sotgiu) furono una vera tempesta per il PCI, la seconda forza politica dell'epoca. Il caso andò dunque a colpire trasversalmente la quasi totalità dell'arco parlamentare.
Il caso Montesi fece guadagnare popolarità al magistrato Raffaele Sepe, tanto che alle elezioni presidenziali del 1955 ci furono parlamentari che scrissero nella scheda il suo nome.

### La battaglia giudiziaria
Di grande interesse divenne anche l'aspetto giudiziario della vicenda, con una giostra di denunce, querele e controquerele che arrivarono a coinvolgere i principali e più noti avvocati dell'epoca.
Le questioni legate alla giustizia erano al centro anche di un importante dibattito: i personaggi importanti, amici dei vertici delle forze dell'ordine, potevano forse essere trattati diversamente dagli altri comuni cittadini ed evitare le conseguenze delle loro azioni?
La rapida chiusura della prima indagine, con una motivazione poco credibile e su basi puramente speculative, apparve essere un chiaro gesto in questa direzione, di fronte a cui la stampa non poteva rimanere in silenzio.

### La stampa e il mercato
Oltre al compito sociale, però, la stampa doveva affrontare anche un'altra sfida: la crescente competizione in campo editoriale, che vedeva la nascita (e la chiusura) di testate di cronaca e di giornali d'opinione a ritmi sempre crescenti, e una progressiva saturazione del mercato.
Il modo più sicuro ed efficace per ottenere successi di vendita era proporre delle notizie in esclusiva, scoop su fatti di grande attualità.
In virtù delle considerazioni precedenti, il caso Montesi era perfetto per questo scopo: la girandola di dichiarazioni sensazionali veniva alimentata dalla caccia alla notizia, e a sua volta accresceva la forza mediatica del caso.

## Riflessi nella cultura di massa
- Nel film di Federico Fellini La dolce vita (1960) si possono trovare riferimenti al caso Montesi. Sul The Observer, Philip French scrive che questo caso di cronaca nera ha in parte ispirato il film. Il corpo di Wilma Montesi fu appunto ritrovato su una spiaggia del litorale romano nel 1953 e nei due anni successivi vennero fuori insabbiamenti politici, cospirazioni criminali e un mondo di droga e orge che coinvolgeva celebrità, criminali e politici. La creatura marina (una manta) ritrovata sulla spiaggia nelle sequenze finali del film sembra evocare proprio l'omicidio della Montesi. Anche secondo la storica statunitense Karen Pinkus la creatura arenata rappresenta in modo simbolico Wilma Montesi[21]. Secondo la Pinkus, l'intero film contiene riferimenti al caso: anche la figura dei paparazzi è stata ispirata da quella dei cronisti che si occuparono dell'omicidio[21].
- Nel film di Dino Risi I mostri, l'episodio Il povero soldato allude al caso Montesi.
- La canzone Una storia sbagliata di Fabrizio De André (scritta con Massimo Bubola) fu commissionata al cantautore genovese per fare da sigla a due documentari Rai sulle morti di Pier Paolo Pasolini (assassinato al lido di Ostia nel 1975) e di Wilma Montesi.
- Il verso «sulla spiaggia di Capocotta» della canzone Nuntereggae più di Rino Gaetano è un riferimento al caso Montesi. Anche un'altra canzone di Gaetano, I tuoi occhi sono pieni di sale, allude allo stesso caso.
- La canzone In compagnia dei lupi degli Ianva parla del caso Montesi.
- Nel romanzo 54 del collettivo Wu Ming, il caso Montesi è uno degli argomenti di discussione tra gli avventori di un bar bolognese.
- Il romanzo Corpi di passaggio, di Andrea Cedrola, è ispirato al caso Montesi[22].
- Il caso è presente nel film Finalmente l'alba (2023)[23][24].
- La scomparsa di Wilma Cerulli nel film Il commissario Lo Gatto di Dino Risi del 1986 è un chiaro riferimento al caso Wilma Montesi